# Tukufatin
Der Tukufatin ist ein Berg in der osttimoresischen Gemeinde Bobonaro.
Er liegt im Osten des Sucos Cowa (Verwaltungsamt Balibo), im Zentrum der Aldeia Lalis und hat eine Höhe von 618 m. Nordöstlich befindet sich das Dorf Lalis. Nördlich führt die Hauptstraße des Sucos vorbei. Hier liegt am Fuße des Berges der Friedhof Beamik.